# Hrvatska republička nogometna liga
Hrvatska republička nogometna liga (također i kao "Hrvatska nogometna liga", "Hrvatska regionalna nogometna liga", "Republička nogometna liga Hrvatske", "Jedinstvena Hrvatska nogometna liga") je bila najviša nogometna liga koju je organizirao "Nogometni savez Hrvatske" u vrijeme Socijalističke Jugoslavije, te je uglavnom predastavljala ligu trećeg stupnja nogometnog prvenstva Jugoslavije. 

## Povijest lige
Prvo izdanje "republičke lige" je bilo 1946. godine kao dio kvalifikacija za novoformiranu "1. saveznu ligu", koju je osvojio "Hajduk" iz Splita, a Hrvatski nogometni savez ovo priznaje kao službeno prvenstvo Hrvatske. Od sezone 1946./47. do 1951. "Hrvatska republička liga" je bila liga drugog, trećeg i četvrtog stupnja prvenstva Jugoslavije. 
 
U sezoni 1947./48. republička liga nije igrana, nego "Zonske lige prvenstva Hrvatske", sa završnim doigravanjem za prvaka Hrvatske. Slično je bilo i u sezoni 1952. – igrano je pet "podsaveznih", odnosno "zonskih" liga s doigravanjem za prvaka Hrvatske. 

"Hrvatska republička liga" liga potom nije igrana do sezone 1973./74. 
 
Ekvivalent republičke lige je u to vrijeme bio: 
- "Hrvatsko-slovenska liga", igrana u sezonama 1952./53., 1953.,/54. i 1954./55.
- "Nogometne zone NSJ", igrane u sezonama 1955./56., 1956./57. i 1957./58., kao zamjena za privremeno ukinutu "2. saveznu ligu"
- "Zonske" i "podsavezne" lige na području NR / SR Hrvatske, kao ligama trećeg stupnja, ispod "2. savezne lige". Također su po završetku liga igrano "Prvenstvo Hrvatske" kao dio kvalifikacija za "2. saveznu ligu", a od 1969. do 1973. godine je igrano i "Amatersko prvenstvo Hrvatske", u kojem su sudjelovola drugoplasirane ili trećeplasirane momčadi "zonskih" liga

"Hrvatska republička liga" je nanovo formirana za sezonu 1973./74. (iako je bila planirana i u 1960.-ima), kao liga trećeg stupnja, te je do sezone 1982./83. igrana kao jedinstvena liga ili u dvije skupine ("Sjever" i "Jug"). Od sezone 1983./84. republička je liga podijeljena u četiri skupine ("Istok", "Sjever", "Zapad" i "Jug"), te se stoga skupine također nazivale i kao "Hrvatska regionalna liga". 
 
U sezoni 1987./88. se formira "Jedinstvena Hrvatska republička liga" kao liga trećeg stupnja, a dotadašnje četiri skupine nose naziv "2. hrvatska republička liga". 
 
Od sezone 1988./89. Jugoslavenski nogometni savez formira "Međurepubličke lige" kao lige trećeg stupnja, te se ukida "Jedinstvena republička liga", a ostaju skupine "2. hrvatske republičke lige", koje u sezoni 1989./90. nanovo nose naziv "Hrvatska republička liga". 
 
Osamostaljenjem Hrvatske, dotadašnji članovi "Hrvatske republičke lige", koji su bili u mogućnosti se natjecati zbog ratnih zbivanja u Hrvatskoj su 1992. godine postali članovi "Prve", "Druge" i "Treće hrvatske nogometne lige". 

## Prvaci i doprvaci
| sezona            | stupanj lige | skupina     | klubova u ligi | prvak                | doprvak                      | klubovi u višim ligama | napomene                                                                                         |
| ----------------- | ------------ | ----------- | -------------- | -------------------- | ---------------------------- | --- | ------------------------------------------------------------------------------------------------ |
| 1946.             | I.           |             | 8              | Hajduk Split         | Dinamo Zagreb                | | ligi prethodile kvalifikacije ujedno kvalifikacije za "1. saveznu ligu" službeno prvenstvo HNS-a |
| 1946./47.         | II.          |             | 9              | Metalac Zagreb       | Zagreb                       | I: Dinamo Zagreb, Hajduk Split, Lokomotiva Zagreb, Kvarner Rijeka |                                                                                                  |
| 1947./48.         | nije igrano  | nije igrano | nije igrano    | nije igrano          | nije igrano                  | nije igrano | nije igrano                                                                                      |
| 1948./49.         | III.         |             | 10             | Milicioner Zagreb    | Zagreb                       | I: Hajduk Split, Dinamo Zagreb, Lokomotiva Zagreb II: Mornar Split, Metalac Zagreb, Proleter Osijek |                                                                                                  |
| 1950.             | IV.          |             | 12             | Tekstilac Varaždin   | Naprijed Sisak               | I: Hajduk Split, Dinamo Zagreb, Lokomotiva Zagreb II: Borac Zagreb, Proleter Osijek, Kvarner Rijeka, Metalac Zagreb III: Zagreb, Šibenik |                                                                                                  |
| 1951.             | III.         | Jug         | 10             | Šibenik              | Mladost Zagreb               | I: Dinamo Zagreb, Hajduk Split, Lokomotiva Zagreb, Borac Zagreb II: Metalac Zagreb, Proleter Osijek, Kvarner Rijeka, Zagreb, Tekstilac Varaždin |                                                                                                  |
| 1951.             | III.         | Sjever      | 11             | Naprijed Sisak       | Dinamo Vinkovci              | I: Dinamo Zagreb, Hajduk Split, Lokomotiva Zagreb, Borac Zagreb II: Metalac Zagreb, Proleter Osijek, Kvarner Rijeka, Zagreb, Tekstilac Varaždin |                                                                                                  |
| 1952. – 1972./73. | nije igrano  | nije igrano | nije igrano    | nije igrano          | nije igrano                  | nije igrano | nije igrano                                                                                      |
| 1973./74.         | III.         |             | 17             | Varteks Varaždin     | Zadar                        | I: Hajduk Split, Dinamo Zagreb, Zagreb II-Zapad: Rijeka, Osijek, Šibenik, Karlovac, Dinamo Vinkovci |                                                                                                  |
| 1974./75.         | III.         |             | 18             | Dinamo Vinkovci      | Solin                        | I: Hajduk Split, Dinamo Zagreb, Rijeka II-Zapad: Zagreb, Varteks Varaždin, Karlovac, Osijek, Šibenik |                                                                                                  |
| 1975./76.         | III.         | Jug         | 12             | Šibenik              | Zadar                        | I: Hajduk Split, Dinamo Zagreb, Rijeka II-Zapad: Zagreb, Osijek, Varteks Varaždin, Dinamo Vinkovci, Karlovac |                                                                                                  |
| 1975./76.         | III.         | Sjever      | 12             | Metalac Sisak        | BSK Slavonski Brod           | I: Hajduk Split, Dinamo Zagreb, Rijeka II-Zapad: Zagreb, Osijek, Varteks Varaždin, Dinamo Vinkovci, Karlovac |                                                                                                  |
| 1976./77.         | III.         | Jug         | 14             | Zadar                | Solin                        | I: Dinamo Zagreb, Rijeka, Hajduk Split, Zagreb II-Zapad: Osijek, Dinamo Vinkovci, Varteks Varaždin, Metalac Sisak, Karlovac |                                                                                                  |
| 1976./77.         | III.         | Sjever      | 14             | BSK Slavonski Brod   | Borovo                       | I: Dinamo Zagreb, Rijeka, Hajduk Split, Zagreb II-Zapad: Osijek, Dinamo Vinkovci, Varteks Varaždin, Metalac Sisak, Karlovac |                                                                                                  |
| 1977./78.         | III.         | Jug         | 14             | Solin                | Istra Pula                   | I: Hajduk Split, Dinamo Zagreb, Rijeka, Osijek, Zagreb II-Zapad: Dinamo Vinkovci, BSK Slavonski Brod, Varteks Varaždin |                                                                                                  |
| 1977./78.         | III.         | Sjever      | 14             | Segesta Sisak        | Metalac Sisak                | I: Hajduk Split, Dinamo Zagreb, Rijeka, Osijek, Zagreb II-Zapad: Dinamo Vinkovci, BSK Slavonski Brod, Varteks Varaždin |                                                                                                  |
| 1978./79.         | III.         | Jug         | 14             | Istra Pula           | Orijent Rijeka               | I: Hajduk Split, Dinamo Zagreb, Rijeka, Osijek, Zagreb II-Zapad: Dinamo Vinkovci, Segesta Sisak |                                                                                                  |
| 1978./79.         | III.         | Sjever      | 14             | BSK Slavonski Brod   | Karlovac                     | I: Hajduk Split, Dinamo Zagreb, Rijeka, Osijek, Zagreb II-Zapad: Dinamo Vinkovci, Segesta Sisak |                                                                                                  |
| 1979./80.         | III.         |             | 16             | GOŠK-Jug Dubrovnik   | Varteks Varaždin             | I: Hajduk Split, Rijeka, Dinamo Zagreb, Osijek II-Zapad: Zagreb, Dinamo Vinkovci, Istra Pula |                                                                                                  |
| 1980./81.         | III.         |             | 16             | Solin                | Metalac Sisak                | I: Hajduk Split, Dinamo Zagreb, Rijeka, Zagreb II-Zapad: Osijek, Dinamo Vinkovci, GOŠK-Jug Dubrovnik |                                                                                                  |
| 1981./82.         | III.         |             | 16             | Varteks Varaždin     | Velebit Benkovac             | I: Dinamo Zagreb, Hajduk Split, Rijeka, Osijek, Zagreb II-Zapad: Dinamo Vinkovci, GOŠK-Jug Dubrovnik, Solin |                                                                                                  |
| 1982./83.         | III.         |             | 16             | Šibenik              | Šparta Beli Manastir         | I: Hajduk Split, Dinamo Zagreb, Dinamo Vinkovci, Rijeka, Osijek II-Zapad: GOŠK-Jug Dubrovnik, Varteks Varaždin, Zagreb, Solin |                                                                                                  |
| 1983./84.         | III.         | Istok       | 14             | Šparta Beli Manastir | Belišće                      | I: Rijeka, Hajduk Split, Osijek, Dinamo Vinkovci, Dinamo Zagreb II-Zapad: Šibenik, GOŠK-Jug Dubrovnik, Varteks Varaždin, Zagreb |                                                                                                  |
| 1983./84.         | III.         | Jug         | 12             | Split                | Zadar                        | I: Rijeka, Hajduk Split, Osijek, Dinamo Vinkovci, Dinamo Zagreb II-Zapad: Šibenik, GOŠK-Jug Dubrovnik, Varteks Varaždin, Zagreb |                                                                                                  |
| 1983./84.         | III.         | Sjever      | 14             | MTČ-Sloga Čakovec    | Karlovac                     | I: Rijeka, Hajduk Split, Osijek, Dinamo Vinkovci, Dinamo Zagreb II-Zapad: Šibenik, GOŠK-Jug Dubrovnik, Varteks Varaždin, Zagreb |                                                                                                  |
| 1983./84.         | III.         | Zapad       | 14             | Orijent Rijeka       | Istra Pula                   | I: Rijeka, Hajduk Split, Osijek, Dinamo Vinkovci, Dinamo Zagreb II-Zapad: Šibenik, GOŠK-Jug Dubrovnik, Varteks Varaždin, Zagreb |                                                                                                  |
| 1984./85.         | III.         | Istok       | 14             | Belišće              | Šparta Beli Manastir         | I: Hajduk Split, Dinamo Zagreb, Rijeka, Osijek, Dinamo Vinkovci II-Zapad: Šibenik, Split, GOŠK-Jug Dubrovnik |                                                                                                  |
| 1984./85.         | III.         | Jug         | 14             | Zadar                | Neretva Metković             | I: Hajduk Split, Dinamo Zagreb, Rijeka, Osijek, Dinamo Vinkovci II-Zapad: Šibenik, Split, GOŠK-Jug Dubrovnik |                                                                                                  |
| 1984./85.         | III.         | Sjever      | 14             | Zagreb               | VIKO Omladinac Novo Selo Rok | I: Hajduk Split, Dinamo Zagreb, Rijeka, Osijek, Dinamo Vinkovci II-Zapad: Šibenik, Split, GOŠK-Jug Dubrovnik |                                                                                                  |
| 1984./85.         | III.         | Zapad       | 14             | Orijent Rijeka       | Istra Pula                   | I: Hajduk Split, Dinamo Zagreb, Rijeka, Osijek, Dinamo Vinkovci II-Zapad: Šibenik, Split, GOŠK-Jug Dubrovnik |                                                                                                  |
| 1985./86.         | III.         | Istok       | 14             | BSK Slavonski Brod   | Šparta Beli Manastir         | I: Hajduk Split, Rijeka, Dinamo Zagreb, Osijek, Dinamo Vinkovci II-Zapad: Šibenik, GOŠK-Jug Dubrovnik, Split, Zadar |                                                                                                  |
| 1985./86.         | III.         | Jug         | 14             | Zmaj Makarska        | Dinara Knin                  | I: Hajduk Split, Rijeka, Dinamo Zagreb, Osijek, Dinamo Vinkovci II-Zapad: Šibenik, GOŠK-Jug Dubrovnik, Split, Zadar |                                                                                                  |
| 1985./86.         | III.         | Sjever      | 14             | Zagreb               | Mladost Petrinja             | I: Hajduk Split, Rijeka, Dinamo Zagreb, Osijek, Dinamo Vinkovci II-Zapad: Šibenik, GOŠK-Jug Dubrovnik, Split, Zadar |                                                                                                  |
| 1985./86.         | III.         | Zapad       | 14             | Orijent Rijeka       | Istra Pula                   | I: Hajduk Split, Rijeka, Dinamo Zagreb, Osijek, Dinamo Vinkovci II-Zapad: Šibenik, GOŠK-Jug Dubrovnik, Split, Zadar |                                                                                                  |
| 1986./87.         | III.         | Istok       | 14             | Šparta Beli Manastir | BSK Slavonski Brod           | I: Rijeka, Dinamo Zagreb, Hajduk Split, Osijek, Dinamo Vinkovci II-Zapad: GOŠK-Jug Dubrovnik, Mladost Petrinja, Šibenik, Split |                                                                                                  |
| 1986./87.         | III.         | Jug         | 14             | Neretva Metković     | Zadar                        | I: Rijeka, Dinamo Zagreb, Hajduk Split, Osijek, Dinamo Vinkovci II-Zapad: GOŠK-Jug Dubrovnik, Mladost Petrinja, Šibenik, Split |                                                                                                  |
| 1986./87.         | III.         | Sjever      | 14             | Zagreb               | Jugokeramika Zaprešić        | I: Rijeka, Dinamo Zagreb, Hajduk Split, Osijek, Dinamo Vinkovci II-Zapad: GOŠK-Jug Dubrovnik, Mladost Petrinja, Šibenik, Split |                                                                                                  |
| 1986./87.         | III.         | Zapad       | 14             | Istra Pula           | Orijent Rijeka               | I: Rijeka, Dinamo Zagreb, Hajduk Split, Osijek, Dinamo Vinkovci II-Zapad: GOŠK-Jug Dubrovnik, Mladost Petrinja, Šibenik, Split |                                                                                                  |
| 1987./88.         | III.         |             | 16             | Zagreb               | BSK Slavonski Brod           | I: Dinamo Zagreb, Rijeka, Osijek, Hajduk Split II-Zapad: GOŠK-Jug Dubrovnik, Dinamo Vinkovci, Šibenik, Šparta Beli Manastir, Mladost Petrinja |                                                                                                  |
| 1987./88.         | IV.          | 2. Istok    | 14             | Sremac Bogdanovci    | Spačva Vinkovci              | I: Dinamo Zagreb, Rijeka, Osijek, Hajduk Split II-Zapad: GOŠK-Jug Dubrovnik, Dinamo Vinkovci, Šibenik, Šparta Beli Manastir, Mladost Petrinja |                                                                                                  |
| 1987./88.         | IV.          | 2. Jug      | 14             | Junak Sinj           | Jadran Kaštel Sućurac        | I: Dinamo Zagreb, Rijeka, Osijek, Hajduk Split II-Zapad: GOŠK-Jug Dubrovnik, Dinamo Vinkovci, Šibenik, Šparta Beli Manastir, Mladost Petrinja |                                                                                                  |
| 1987./88.         | IV.          | 2. Sjever   | 17             | Karlovac             | Varteks Varaždin             | I: Dinamo Zagreb, Rijeka, Osijek, Hajduk Split II-Zapad: GOŠK-Jug Dubrovnik, Dinamo Vinkovci, Šibenik, Šparta Beli Manastir, Mladost Petrinja |                                                                                                  |
| 1987./88.         | IV.          | 2. Zapad    | 14             | Rudar Labin          | Pomorac Kostrena             | I: Dinamo Zagreb, Rijeka, Osijek, Hajduk Split II-Zapad: GOŠK-Jug Dubrovnik, Dinamo Vinkovci, Šibenik, Šparta Beli Manastir, Mladost Petrinja |                                                                                                  |
| 1988./89.         | IV.          | 2. Istok    | 16             | Olimpija Osijek      | Elektra Osijek               | I: Hajduk Split, Dinamo Zagreb, Osijek, Rijeka II: Šibenik, Dinamo Vinkovci, GOŠK-Jug Dubrovnik MRL-Jug: Neretva Metković, Neretvanac Opuzen MRL-Sjever: Belišće, BSK Slavonski Brod, Šparta Beli Manastir, Sloga Vukovar MRL-Zapad: Mladost Petrinja, Zagreb, Primorac Stobreč, Radnik Velika Gorica, Split, Segesta Sisak, Varteks Varaždin, Jugokeramika Zaprešić, Orijent Rijeka, Zadar, Lokomotiva Zagreb                       | "Junak" Sinj – prvak skupine "Jug" nakon odigravanja majstorice                                  |
| 1988./89.         | IV.          | 2. Jug      | 16             | Junak Sinj           | Borac Glavice                | I: Hajduk Split, Dinamo Zagreb, Osijek, Rijeka II: Šibenik, Dinamo Vinkovci, GOŠK-Jug Dubrovnik MRL-Jug: Neretva Metković, Neretvanac Opuzen MRL-Sjever: Belišće, BSK Slavonski Brod, Šparta Beli Manastir, Sloga Vukovar MRL-Zapad: Mladost Petrinja, Zagreb, Primorac Stobreč, Radnik Velika Gorica, Split, Segesta Sisak, Varteks Varaždin, Jugokeramika Zaprešić, Orijent Rijeka, Zadar, Lokomotiva Zagreb                       | "Junak" Sinj – prvak skupine "Jug" nakon odigravanja majstorice                                  |
| 1988./89.         | IV.          | 2. Sjever   | 16             | Trešnjevka Zagreb    | BSK Česma Bjelovar           | I: Hajduk Split, Dinamo Zagreb, Osijek, Rijeka II: Šibenik, Dinamo Vinkovci, GOŠK-Jug Dubrovnik MRL-Jug: Neretva Metković, Neretvanac Opuzen MRL-Sjever: Belišće, BSK Slavonski Brod, Šparta Beli Manastir, Sloga Vukovar MRL-Zapad: Mladost Petrinja, Zagreb, Primorac Stobreč, Radnik Velika Gorica, Split, Segesta Sisak, Varteks Varaždin, Jugokeramika Zaprešić, Orijent Rijeka, Zadar, Lokomotiva Zagreb                       | "Junak" Sinj – prvak skupine "Jug" nakon odigravanja majstorice                                  |
| 1988./89.         | IV.          | 2. Zapad    | 16             | Istra Pula           | Pazinka Pazin                | I: Hajduk Split, Dinamo Zagreb, Osijek, Rijeka II: Šibenik, Dinamo Vinkovci, GOŠK-Jug Dubrovnik MRL-Jug: Neretva Metković, Neretvanac Opuzen MRL-Sjever: Belišće, BSK Slavonski Brod, Šparta Beli Manastir, Sloga Vukovar MRL-Zapad: Mladost Petrinja, Zagreb, Primorac Stobreč, Radnik Velika Gorica, Split, Segesta Sisak, Varteks Varaždin, Jugokeramika Zaprešić, Orijent Rijeka, Zadar, Lokomotiva Zagreb                       | "Junak" Sinj – prvak skupine "Jug" nakon odigravanja majstorice                                  |
| 1989./90.         | IV.          | Istok       | 16             | Metalac OLT Osijek   | Sremac Bogdanovci            | I: Dinamo Zagreb, Hajduk Split, Rijeka, Osijek II: Šibenik, Dinamo Vinkovci, GOŠK-Jug Dubrovnik MRL-Jug: Neretvanac Opuzen, Neretva Metković, Zmaj Makarska MRL-Sjever: Belišće, BSK Slavonski Brod, Olimpija Osijek MRL-Zapad: Zagreb, Zadar, Mladost Petrinja, Varteks Varaždin, Segesta Sisak, Radnik Velika Gorica, Primorac Stobreč, Junak Sinj, Split, Jugokeramika Zaprešić, Orijent Rijeka, Lokomotiva Zagreb                |                                                                                                  |
| 1989./90.         | IV.          | Jug         | 16             | Solin                | Slaven Gruda                 | I: Dinamo Zagreb, Hajduk Split, Rijeka, Osijek II: Šibenik, Dinamo Vinkovci, GOŠK-Jug Dubrovnik MRL-Jug: Neretvanac Opuzen, Neretva Metković, Zmaj Makarska MRL-Sjever: Belišće, BSK Slavonski Brod, Olimpija Osijek MRL-Zapad: Zagreb, Zadar, Mladost Petrinja, Varteks Varaždin, Segesta Sisak, Radnik Velika Gorica, Primorac Stobreč, Junak Sinj, Split, Jugokeramika Zaprešić, Orijent Rijeka, Lokomotiva Zagreb                |                                                                                                  |
| 1989./90.         | IV.          | Sjever      | 16             | Trešnjevka Zagreb    | Karlovac                     | I: Dinamo Zagreb, Hajduk Split, Rijeka, Osijek II: Šibenik, Dinamo Vinkovci, GOŠK-Jug Dubrovnik MRL-Jug: Neretvanac Opuzen, Neretva Metković, Zmaj Makarska MRL-Sjever: Belišće, BSK Slavonski Brod, Olimpija Osijek MRL-Zapad: Zagreb, Zadar, Mladost Petrinja, Varteks Varaždin, Segesta Sisak, Radnik Velika Gorica, Primorac Stobreč, Junak Sinj, Split, Jugokeramika Zaprešić, Orijent Rijeka, Lokomotiva Zagreb                |                                                                                                  |
| 1989./90.         | IV.          | Zapad       | 16             | Pazinka Pazin        | Istra Pula                   | I: Dinamo Zagreb, Hajduk Split, Rijeka, Osijek II: Šibenik, Dinamo Vinkovci, GOŠK-Jug Dubrovnik MRL-Jug: Neretvanac Opuzen, Neretva Metković, Zmaj Makarska MRL-Sjever: Belišće, BSK Slavonski Brod, Olimpija Osijek MRL-Zapad: Zagreb, Zadar, Mladost Petrinja, Varteks Varaždin, Segesta Sisak, Radnik Velika Gorica, Primorac Stobreč, Junak Sinj, Split, Jugokeramika Zaprešić, Orijent Rijeka, Lokomotiva Zagreb                |                                                                                                  |
| 1990./91.         | IV.          | Istok       | 16             | Croatia Bogdanovci   | Spačva Vinkovci              | I: Dinamo Zagreb, Hajduk Split, Osijek, Rijeka II: Zagreb, Dinamo Vinkovci, Šibenik, GOŠK-Jug Dubrovnik MRL-Jug: Neretva Metković, Slaven Gruda, Neretvanac Opuzen MRL-Sjever: Metalac Osijek, Olimpija Osijek, Belišće, BSK Slavonski Brod MRL-Zapad: Zadar, Jugokeramika Zaprešić, Radnik Velika Gorica, Varteks Varaždin, Trešnjevka Zagreb, Orijent Rijeka, Segesta Sisak, Junak Sinj, Primorac Stobreč, Split, Mladost Petrinja |                                                                                                  |
| 1990./91.         | IV.          | Jug         | 16             | MAR Solin            | Mosor Žrnovnica              | I: Dinamo Zagreb, Hajduk Split, Osijek, Rijeka II: Zagreb, Dinamo Vinkovci, Šibenik, GOŠK-Jug Dubrovnik MRL-Jug: Neretva Metković, Slaven Gruda, Neretvanac Opuzen MRL-Sjever: Metalac Osijek, Olimpija Osijek, Belišće, BSK Slavonski Brod MRL-Zapad: Zadar, Jugokeramika Zaprešić, Radnik Velika Gorica, Varteks Varaždin, Trešnjevka Zagreb, Orijent Rijeka, Segesta Sisak, Junak Sinj, Primorac Stobreč, Split, Mladost Petrinja |                                                                                                  |
| 1990./91.         | IV.          | Sjever      | 16             | Špansko CB Zagreb    | Samobor                      | I: Dinamo Zagreb, Hajduk Split, Osijek, Rijeka II: Zagreb, Dinamo Vinkovci, Šibenik, GOŠK-Jug Dubrovnik MRL-Jug: Neretva Metković, Slaven Gruda, Neretvanac Opuzen MRL-Sjever: Metalac Osijek, Olimpija Osijek, Belišće, BSK Slavonski Brod MRL-Zapad: Zadar, Jugokeramika Zaprešić, Radnik Velika Gorica, Varteks Varaždin, Trešnjevka Zagreb, Orijent Rijeka, Segesta Sisak, Junak Sinj, Primorac Stobreč, Split, Mladost Petrinja |                                                                                                  |
| 1990./91.         | IV.          | Zapad       | 16             | Pazinka Pazin        | Labin                        | I: Dinamo Zagreb, Hajduk Split, Osijek, Rijeka II: Zagreb, Dinamo Vinkovci, Šibenik, GOŠK-Jug Dubrovnik MRL-Jug: Neretva Metković, Slaven Gruda, Neretvanac Opuzen MRL-Sjever: Metalac Osijek, Olimpija Osijek, Belišće, BSK Slavonski Brod MRL-Zapad: Zadar, Jugokeramika Zaprešić, Radnik Velika Gorica, Varteks Varaždin, Trešnjevka Zagreb, Orijent Rijeka, Segesta Sisak, Junak Sinj, Primorac Stobreč, Split, Mladost Petrinja |                                                                                                  |

## Unutrašnje poveznice
- Hrvatski nogometni savez
- Prvenstvo Hrvatske u nogometu
- Prvenstvo Hrvatske u nogometu (1945.-1991.)
- Prva hrvatska nogometna liga
- Prva savezna liga
- Druga savezna liga

## Vanjske poveznice
- sportnet,hr forum, Hrvatska republička liga 1945-91  Arhivirana inačica izvorne stranice od 8. svibnja 2019. (Wayback Machine)